# マルタの国旗
マルタの国旗は、赤・白の縦二色旗。1091年にシチリアを治めていたルッジェーロ1世（初代シチリア王の父）からこの二色を授かったとされるが、定かではない。
1964年9月21日の独立時に制定される際、第二次世界大戦中のマルタ国民の勇敢な行動に対してイギリスより贈られたジョージ・クロスがカントン部分に取り入れられた。
商船旗は全く違ったデザインで、赤地に白のマルタ十字（キリスト教の象徴であり、十字軍の紋章）が使われている。マルタ騎士団や聖ヨハネ騎士団の使っているものと同じである。

? マルタの商船旗（2:3）
軍艦用国籍旗
大統領旗

## 歴史的な旗

?870年から909年までの旗
?909から1091年までの旗(非公式)
?1091から1943年までの旗(非公式)
?1530年から1798年までの旗
?19世紀初までの国旗
?1875年から1898年までの国旗
?1898年から1923年までの国旗
?1923年から1943年までの国旗
?1942年までの国旗
?1943年までの国旗
?1943年までの国旗(別の仕様)
?1943年から1964年までの国旗
?1875年から1898年までの総督旗
?1898年から1943年までの総督旗
?1943年から1964年までの総督旗